# Neochoráki (ort i Grekland, Epirus)
Neochoráki är en ort i Grekland.   Den ligger i prefekturen Nomós Ártas och regionen Epirus, i den centrala delen av landet, 260 km nordväst om huvudstaden Aten. Neochoráki ligger 84 meter över havet och antalet invånare är 157.
Terrängen runt Neochoráki är kuperad åt nordost, men åt sydväst är den platt. Runt Neochoráki är det ganska tätbefolkat, med 67 invånare per kvadratkilometer. Närmaste större samhälle är Arta, 5,8 km väster om Neochoráki. Omgivningarna runt Neochoráki är en mosaik av jordbruksmark och naturlig växtlighet.